# ارنست وسیو
ارنست وسیو (انگلیسی: Ernest Vessiot؛ ۸ مارس ۱۸۶۵ – ۱۷ اکتبر ۱۹۵۲) یک ریاضی‌دان اهل فرانسه بود. 
وی همچنین برنده جوایزی همچون لژیون دونور شده است.